# Enterobacter
Enterobacter es un género de bacterias Gram negativas facultativamente anaeróbicas de la familia de las Enterobacteriaceae.  Muchas de estas bacterias son patógenas y causa de infección oportunista, otras son descomponedoras que viven en la materia orgánica muerta o viven en el ser humano como parte de una población microbiana normal. Algunas enterobacterias patógenas causan principalmente infección del tracto urinario y del tracto respiratorio.
Identificación
La identificación de especies en el género Enterobacter es una de las prioridades ya que cada una de las especies juega un papel diferente en la fisiopatología de las infecciones causadas por este patógeno oportunista. Recientemente se ha descrito que la especie E. bugandensis podría ser la más virulenta del género. Además, se han desarrollado nuevas aproximaciones metodológicas para la identificación precisa de especies (por ejemplo el gen dnaJ) con el objetivo de conocer mejor su epidemiología e implicación en las infecciones humanas.    
Referencias
Pati NB, Doijad SP, Schultze T, Mannala GK, Yao Y, Jaiswal S, Ryan D, Suar M, Gwozdzinski K, Bunk B, Mraheil MA, Marahiel MA, Hegemann JD, Spröer C, Goesmann A, Falgenhauer L, Hain T, Imirzalioglu C, Mshana SE, Overmann J, Chakraborty T. Enterobacter bugandensis: a novel enterobacterial species associated with severe clinical infection. Sci Rep. 2018 Mar 29;8(1):5392. doi: 10.1038/s41598-018-23069-z. PMID: 29599516; PMCID: PMC5876403.     
Hernández-Alonso E, Barreault S, Augusto LA, Jatteau P, Villet M, Tissieres P, Doucet-Populaire F, Bourgeois-Nicolaos N; SENSE Group. dnaJ: a New Approach to Identify Species within the Genus Enterobacter. Microbiol Spectr. 2021 Dec 22;9(3):e0124221. doi: 10.1128/Spectrum.01242-21. Epub 2021 Dec 22. PMID: 34937187; PMCID: PMC8694106.  